# Trididemnum strigosum
Trididemnum strigosum är en sjöpungsart som beskrevs av Kott 1981. Trididemnum strigosum ingår i släktet Trididemnum och familjen Didemnidae. Inga underarter finns listade i Catalogue of Life.